# Escala d'embarcament
|  | No s'ha de confondre amb Escala d'aeronau. |

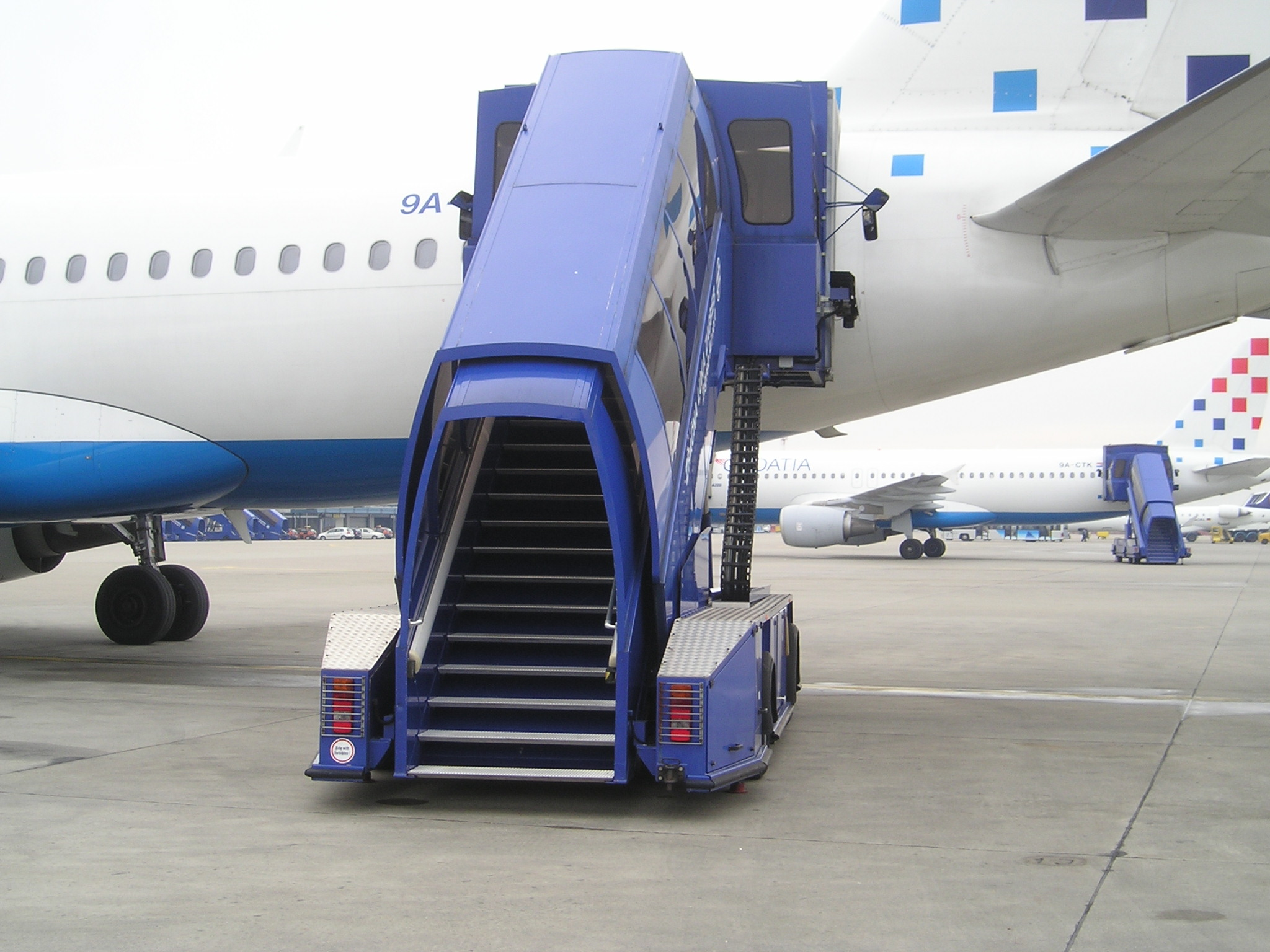
Escales d'embarcament de passatgers

Una escala d'embarcament, de vegades anomenada rampa d'embarcament o escala reial en el cas dels vaixells, són dispositius dissenyats segons els estàndards de seguretat, que faciliten l'accés dels passatgers i de la tripulació als vaixells o a les aeronaus quan no hi ha escales incorporades disponibles. Els avions més grossos poden utilitzar un o més fingers connectats a l'edifici de la terminal per a l'embarcament de passatgers, però s'utilitzen escales d'embarcament quan aquests no estan disponibles o no és pràctic o massa costós, emprar-los,

## Descripció

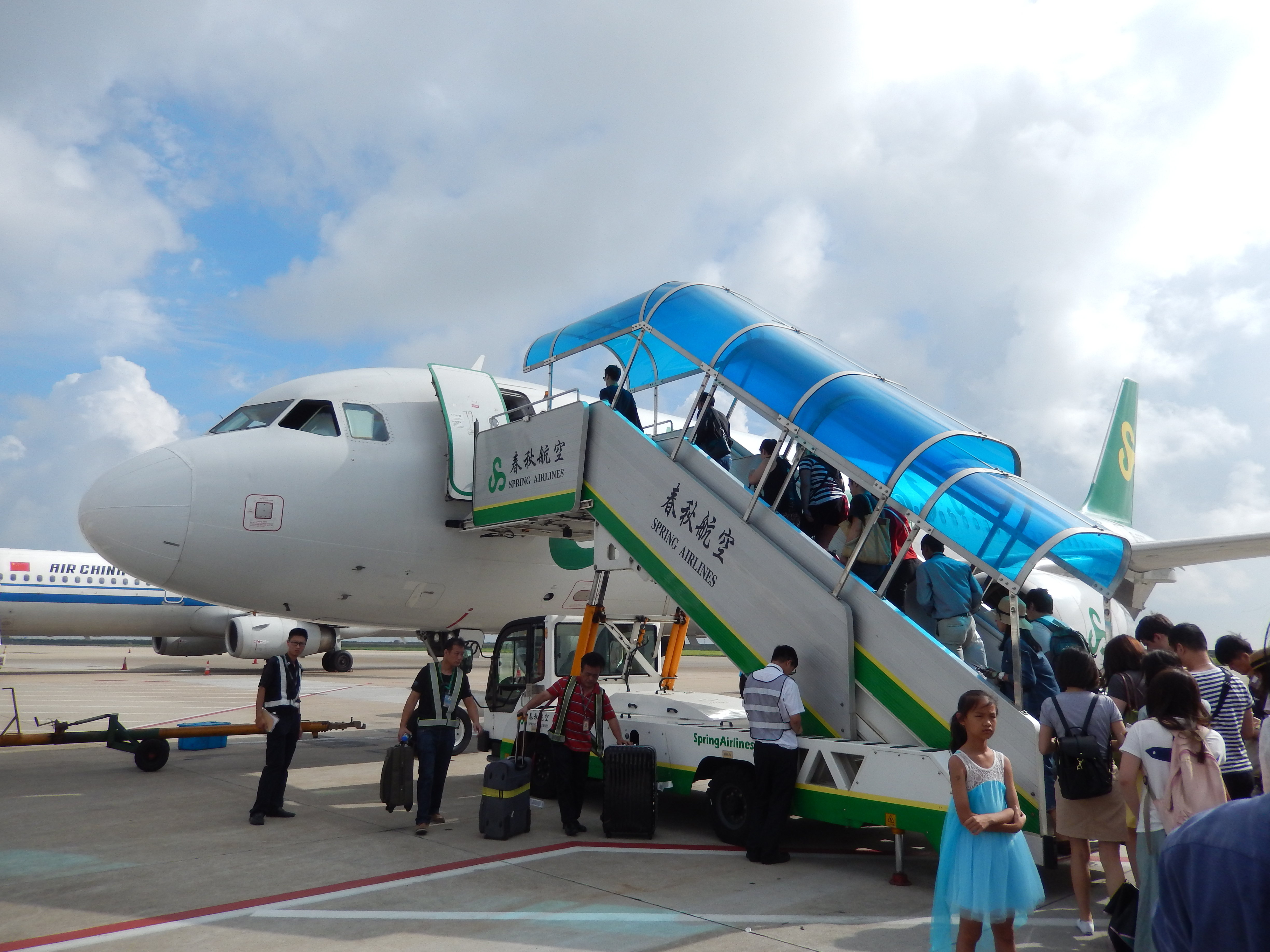
Escales d'embarcament amb marquesina

Les escales d'embarcament, han de ser robustes i estables, capaces de suportar condicions meteorològiques adverses. Estan dissenyades per tal d'adaptar-se a la forma corba del fuselatge dels avions i poder-les aixecar i baixar per ajustar la plataforma superior a l'alçada específica de l'aeronau a la qual s'han d'adossar, permetent als passatgers pujar i baixar des del terra fins a la porta de l'avió, proporcionant així una forma còmoda i segura per a l'embarcament i el desembarcament. que forma part de la infraestructura aeroportuària.
Generalment són unes escales mòbils, unides a un xassís que està equipat amb rodes per tal de facilitar el seu transport. Ocasionalment es poden empènyer manualment, però normalment són arrossegades per tractors o bé són autopropulsades, anant muntades permanentment sobre un vehicle especialitzat, una pseudo-furgoneta, amb motor elèctric o de benzina, que transporta les escales per l'aeroport i les col·loca adossades al costat de la porta de l'avió.
Les unitats més petites generalment es mouen remolcant-les o empenyent-les, mentre que les unitats més grans són autopropulsades. Normalment tenen una alçada ajustable per poder-se adaptar als diferents avions. Les característiques opcionals poden incloure marquesines, calefacció, il·luminació suplementària i una catifa vermella per als passatgers VIP; la majoria de models disposen d'un passamà per a més seguretat. Com que els avions més grossos tenen els llindars de les portes a una alçària d'entre 1,5 i 6,1 m, les escales d'embarcament, faciliten als passatgers el pujar i baixar de forma còmoda, al proporcionar un mitjà d'unió segur entre les portes de l'avió i el terra de l'aeroport, seguint les normes estipulades pel "Sistema de regulació dinàmica"

## Passarel·les d'accés (fingers)

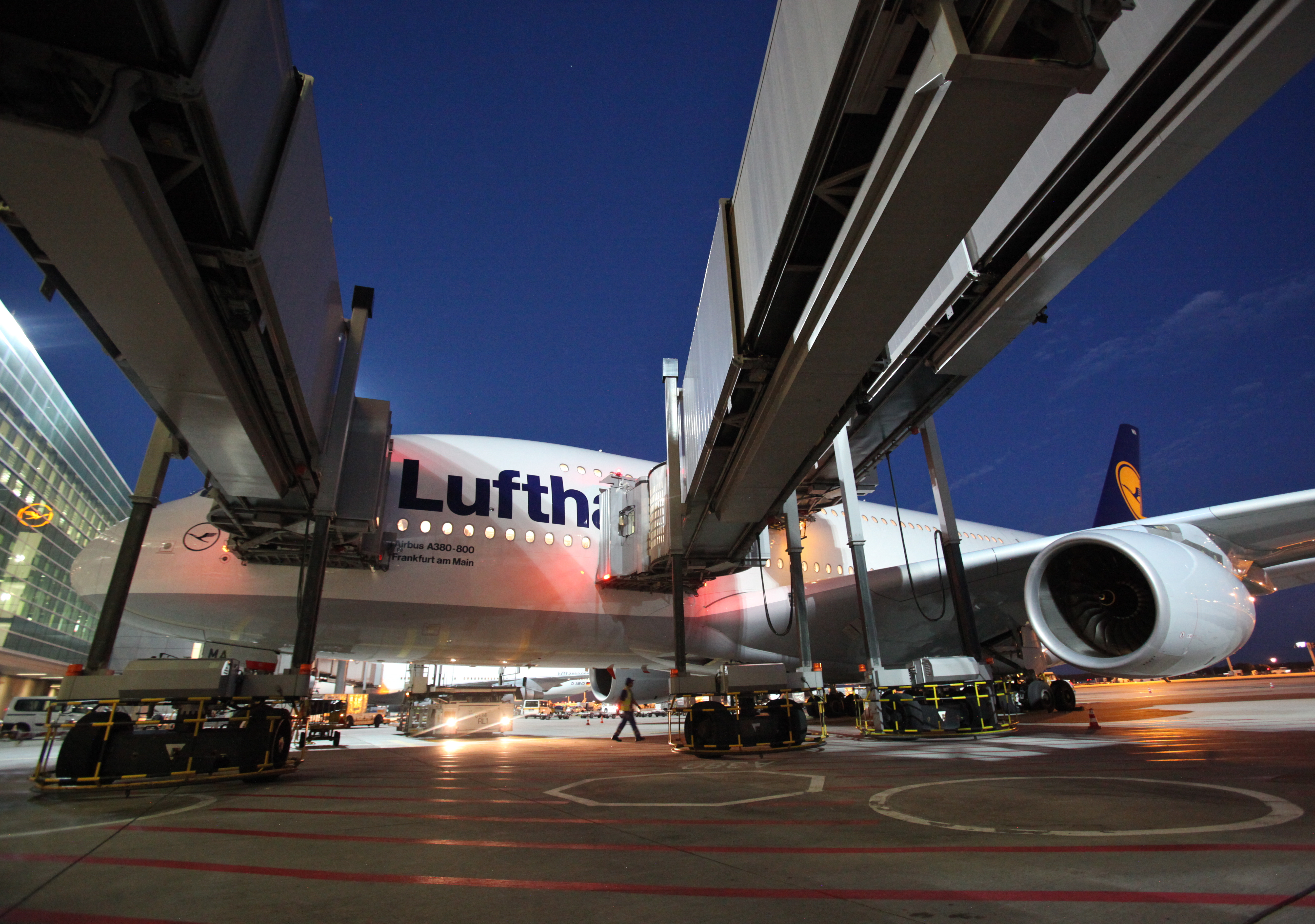
Passarel·les de l'Aeroport de Frankfurt del Main

Avui en dia, gairebé tots els grans aeroports amb modernes sales de facturació i embarcament, utilitzen predominantment passarel·les tancades, les anomenades fingers o jetways, que tot i estan fermament connectades amb la porta, es poden moure en dues o tres dimensions, podent-se adaptar d'aquesta manera, a les portes de la cabina de l'avió. Això permet als passatgers pujar directament a l'avió sense baixar a l'aeròdrom durant l'embarcament. La primera passarel·la tancada va ser introduïda per American Airlines a San Francisco el 1959. Els passatgers de 1a Classe utilitzaven l'anomenat "Jet Airwalk", mentre que la passarel·la de 2a classe era la "Jetway". Aquest mètode d'embarcament a l'avió tot i que és el més còmode per al passatger, consumeix més recursos de l'aeroport, que conseqüentment, ho cobra a les companyies aèries. Per tal d'estalviar costos, algunes companyies aèries de baix cost sovint renuncien a aquesta millora i utilitzen les escales d'embarcament clàssiques. Depenent del disseny de la terminal, les alçades de l'ampit, les posició de les sales d'espera i els requisits operatius, un jetway pot ser fix o mòbil, oscil·lant radialment i/o allargant-se en longitud. El jetway va ser inventat per Frank Der Yuen.

## Escala d'embarcament de vaixell

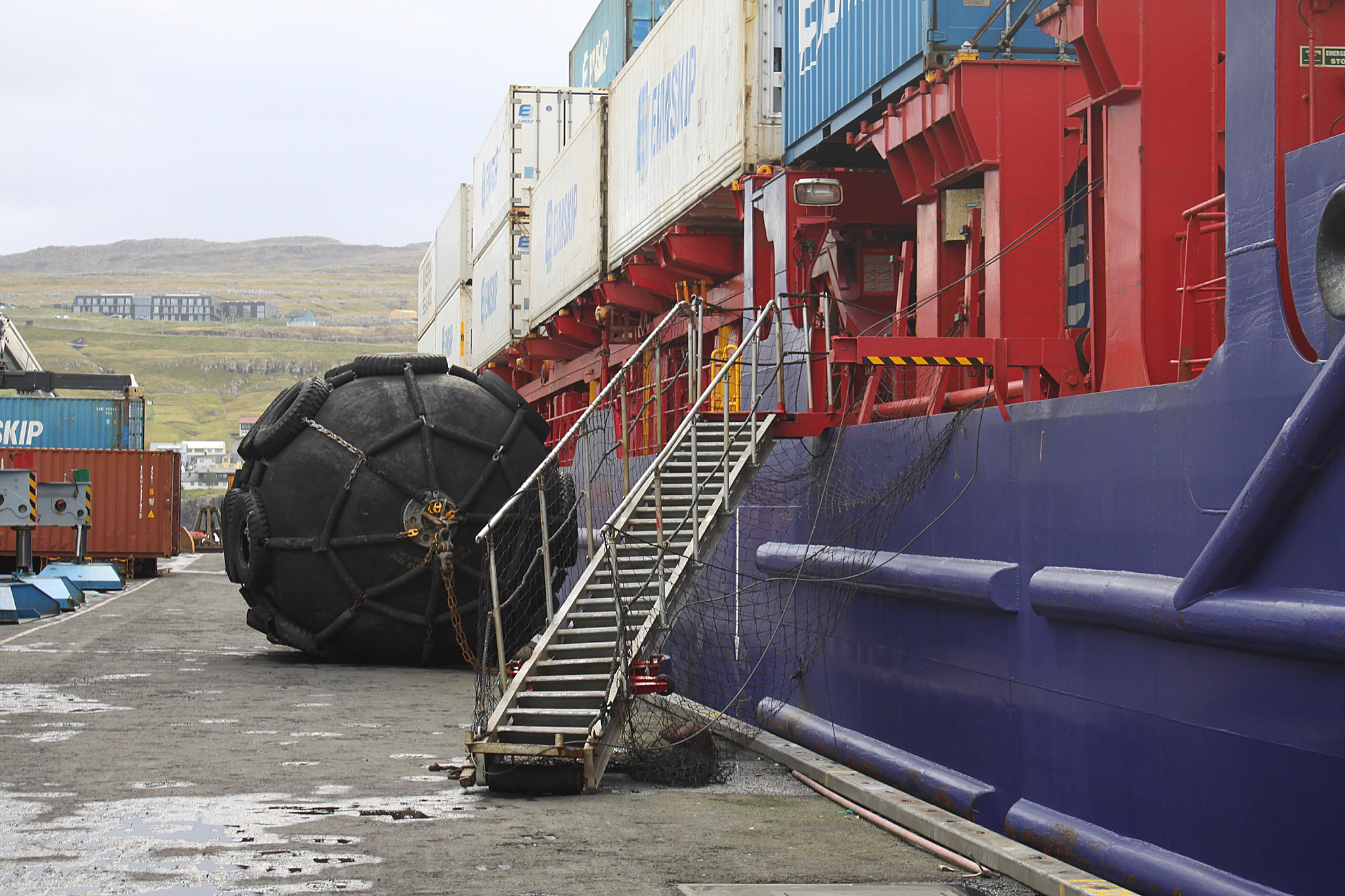
Escala d'embarcament de vaixell

També hi ha un tipus d'escales d'embarcament per a vaixells o iots, conegudes com passarel·la d'embarcament, que són estructures dissenyades per facilitar l'accés segur entre el moll o els bots auxiliars i el vaixell. En un iot, l'elecció del tipus més adequat d'escala d'embarcament, dependrà de la mida del iot, de l'espai disponible al moll, etc...
Hi ha diferents tipus d'escales:
- Escales d'embarcament telescòpiques : aquestes escales s'estenen i es retrauen segons sigui necessari. Són ideals per a iots amb diferents alçades de coberta. Poden ser manuals o elèctriques.
- Escales de passarel·la fixes: aquestes escales estan fixades permanentment al iot i es despleguen cap al moll. Són robusts i duradors, però requereixen espai d'emmagatzematge a bord.
- Escales de passarel·la plegables: són semblants a les escales telescòpiques, però es pleguen en lloc d'allargar-se. Són compactes i fàcils d'emmagatzemar.
- Escales d'embarcament giratòries: aquestes escales es poden girar en diferents direccions per adaptar-se a la posició del iot al moll. Són versàtils i útils en espais reduïts.
- Escales de passarel·la hidràuliques: funcionen amb sistemes hidràulics i es poden estendre i retreure automàticament. Són còmodes i sovint es troben en iots de luxe.
- Escales de carboni o fibra de vidre: aquestes escales són lleugeres i resistents. Són populars en iots moderns pel seu disseny elegant i facilitat d'ús.

## Galeria

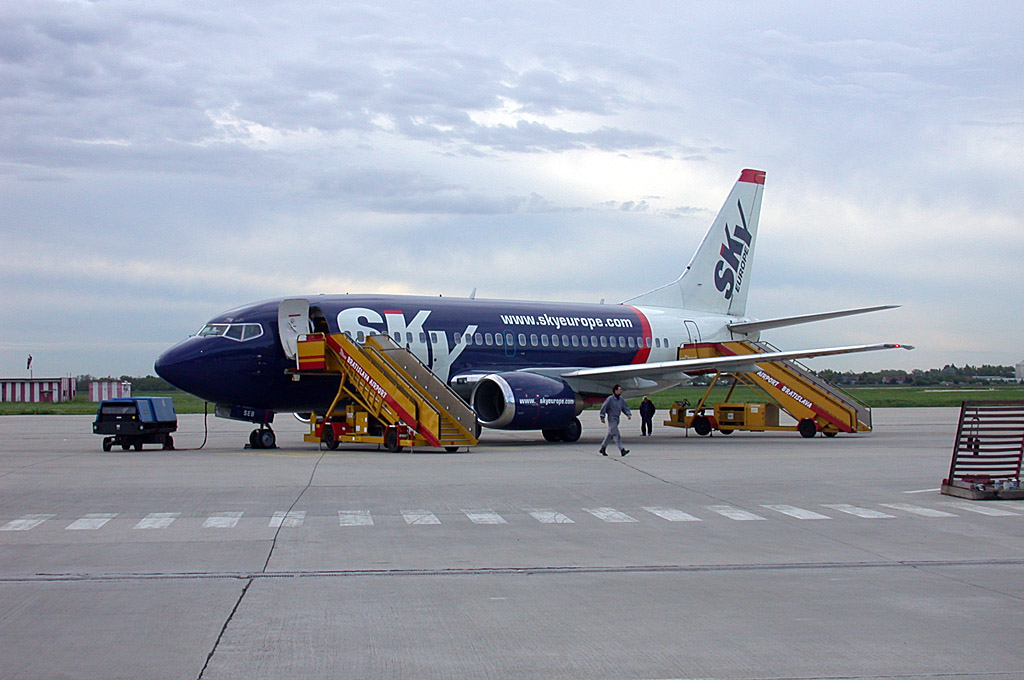
Passarel·les mòbils, obertes sense sostre
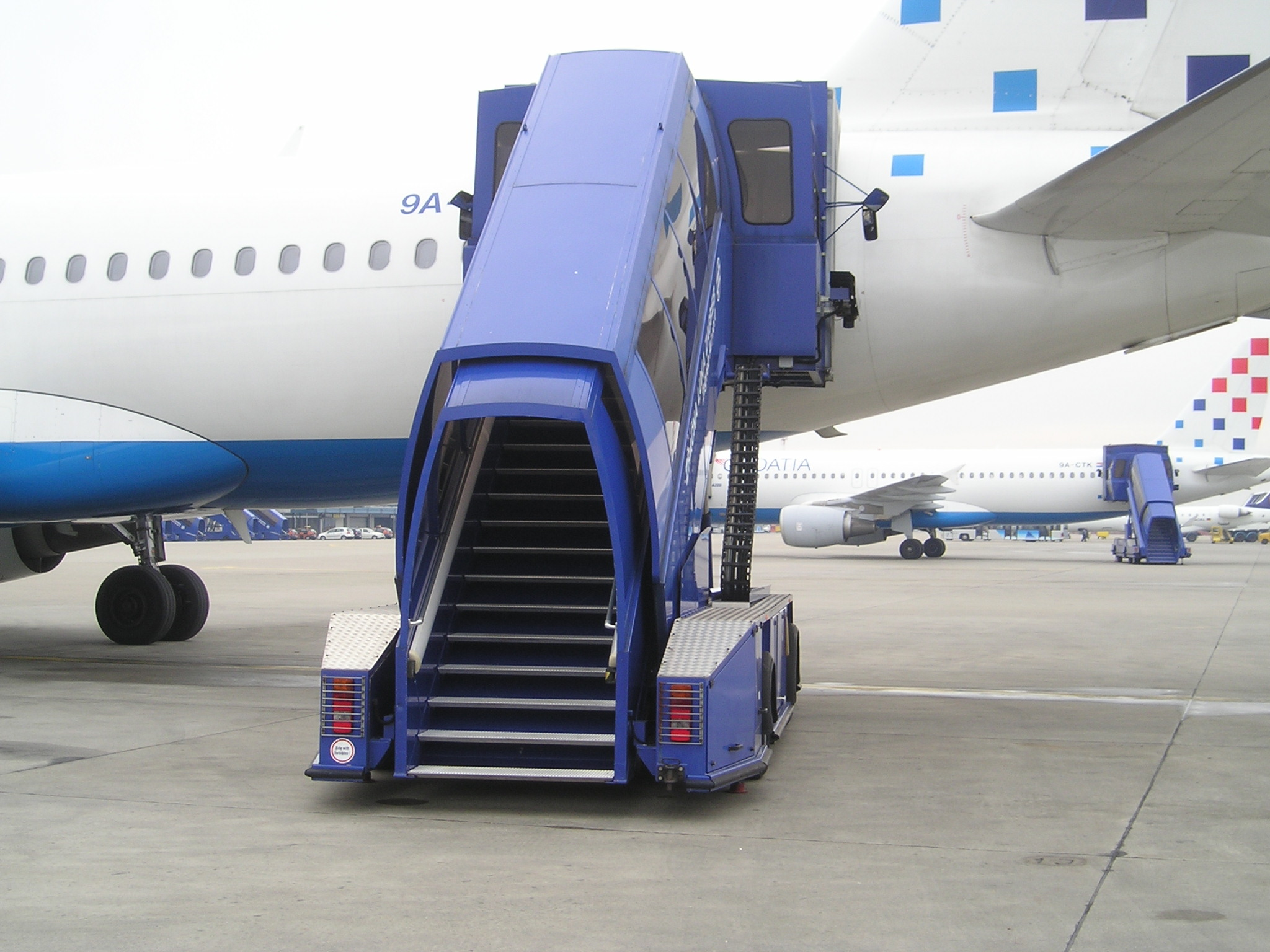
Passarel·la mòbil, coberta amb un sostre
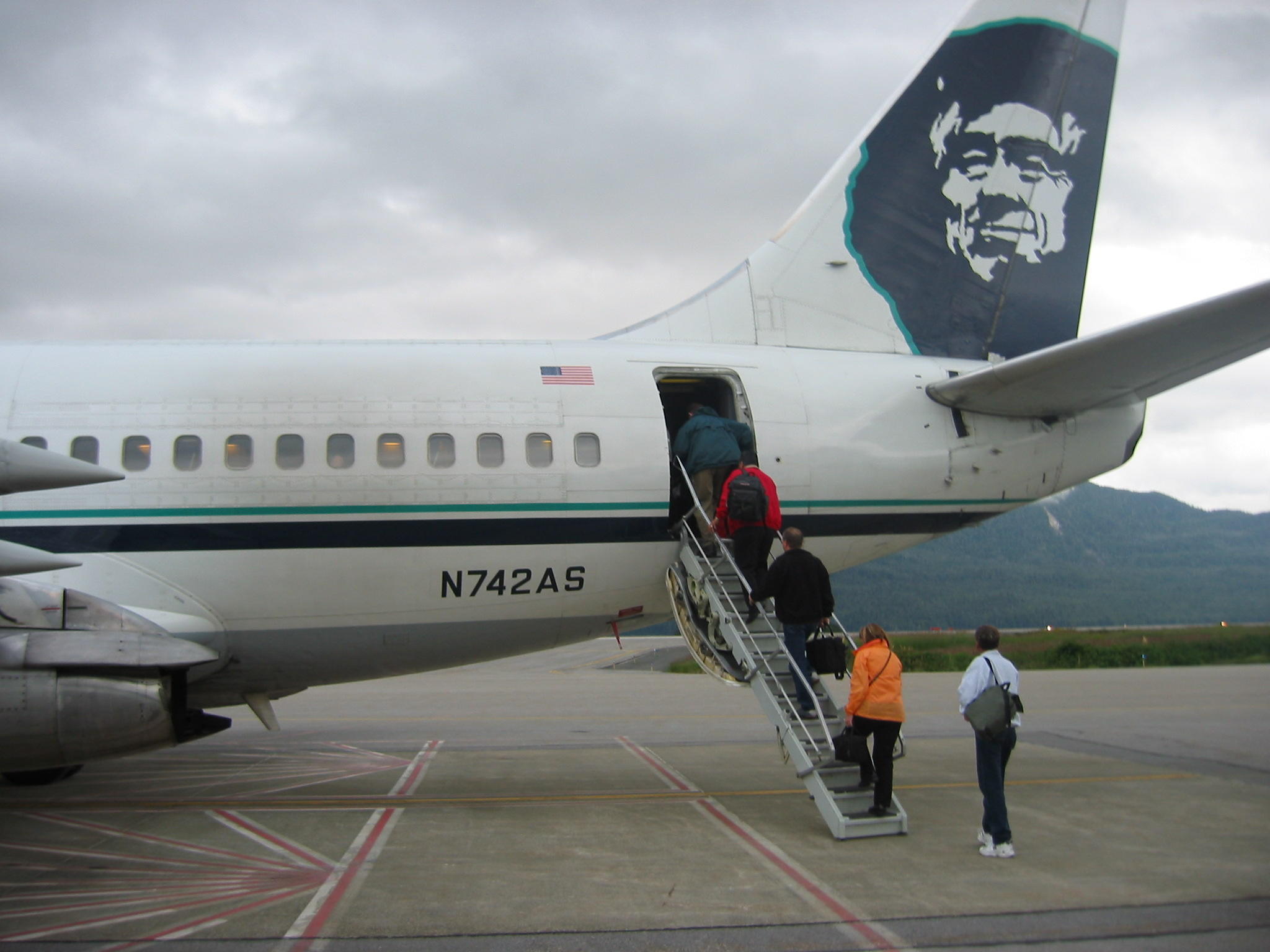
Passarel·la lateral
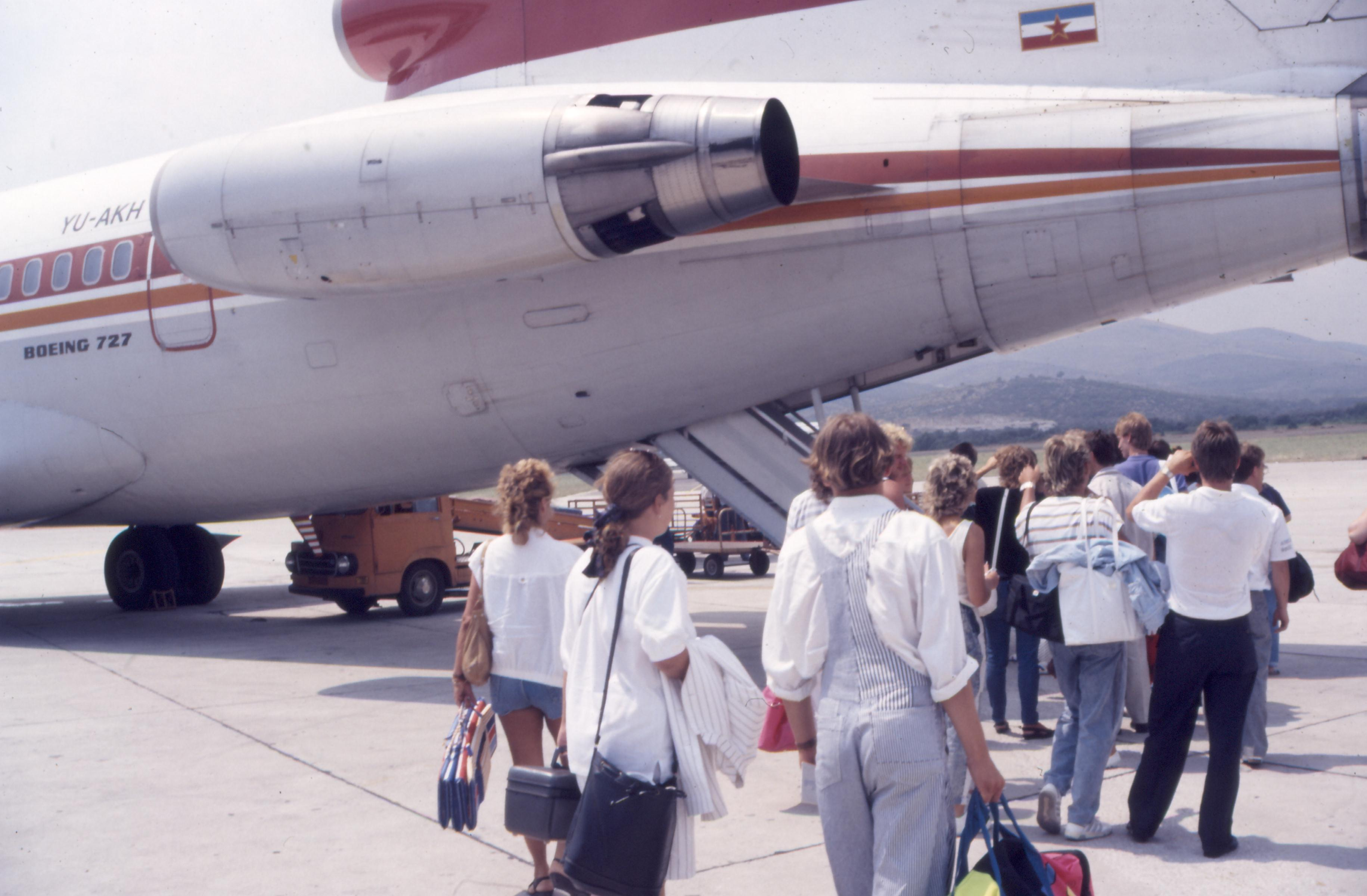
Passarel·la d'aeronau posterior d'un Boeing 727 Iugoslau
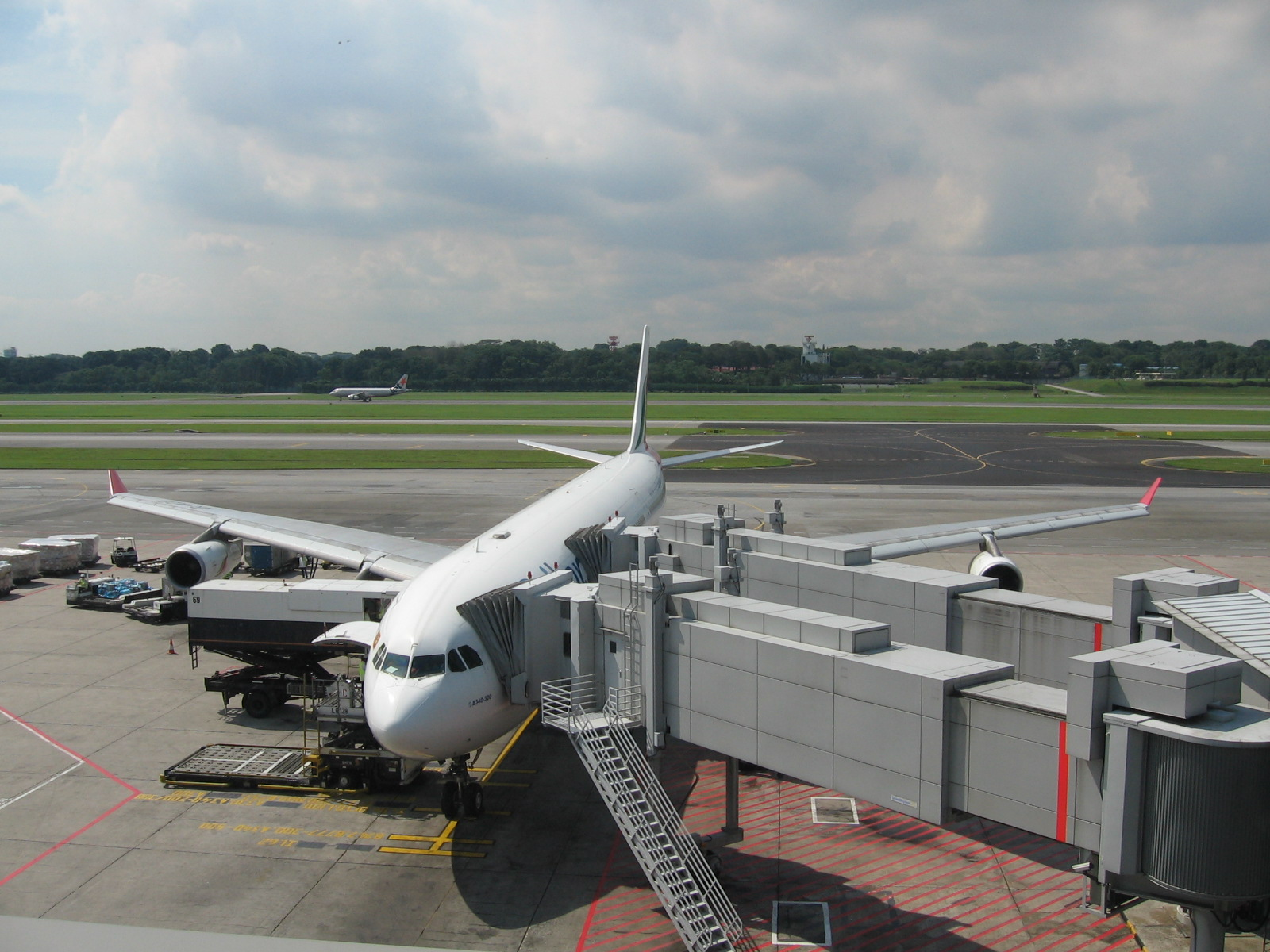
Pont d'embarcament de passatgers "de dos fingers"